# Orne (folyó, Lotaringia)
Az Orne folyó Franciaország területén, a Mosel bal oldali mellékfolyója.

## Földrajzi adatok
Meuse megyében ered 270 méter magasan és Amnéville-nél, Moselle megyében 155 m magasan torkollik a Moselba. Hossza 85,8 km, vízgyűjtő területe 1268 km². Átlagos vízhozama 12,5 m³ másodpercenként.

## Megyék és városok a folyó mentén
- Meuse : Étain
- Meurthe-et-Moselle :Conflans-en-Jarnisy, Homécourt és Jœuf
- Moselle : Vitry-sur-Orne, Rombas, és Amnéville